# SN 1953J
SN 1953J – niepotwierdzona supernowa odkryta 31 grudnia 1953 roku w galaktyce UGC 472. W momencie odkrycia miała maksymalną jasność 17,50m.